# شيلي غروس
شيلي غروس (بالإنجليزية: Shelly Gross) (20 مايو 1921، فيلادلفيا في الولايات المتحدة - 19 يونيو 2009)؛ روائي أمريكي.

## روابط خارجية
- شيلي غروس على موقع قاعدة بيانات برودواي على الإنترنت (الإنجليزية)